# 電競世界盃
電競世界盃（英語：Esports World Cup，縮寫：EWC）是由電競世界盃基金會舉辦的年度國際電競錦標賽系列，於每年7月至8月在沙烏地阿拉伯利雅德舉行。

## 歷史沿革

### GWB 時期
電子競技世界盃起源於「無國界遊戲玩家」（Gamers Without Borders，簡稱GWB），這是一項慈善電子競技錦標賽系列，由沙烏地阿拉伯電子和智力運動聯合會（Saudi Arabian Federation for Electronic and Intellectual Sport，簡稱SAFEIS，其電競後拆分為SEF）舉辦，最初旨在支持在應對 COVID-19 疫情中發揮作用的慈善機構。

### Gamers8 時期
2022 年，沙烏地電競聯合會（Saudi Esports Federation，簡稱SEF）推出了 Gamers8，這是一個在利雅德大道城舉辦的為期八週的遊戲和電子競技節，GWB 是 Gamers8 大多數項目的資格賽系列。
2023 年，Gamers8 主辦了 EA Sports 發行的FIFA系列電子遊戲上的最後一屆國際足總電子競技世界盃，同時推出了俱樂部獎，這是一項價值 500 萬美元的跨遊戲競賽，在多個遊戲中表現最佳的電子競技俱樂部將獲得獎金。

### EWC 時期
2023 年 9 月，EWC 及其同名基金會（電競世界盃基金會，Esports World Cup Foundation）由王儲穆罕默德·賓·沙爾曼正式成立，首屆電競世界盃於隔年舉行，作為 Gamers8 的繼任者。錦標賽系列的規模大大擴大，大多數主要的電子競技項目都參與其中。
2023年10月，ESWC品牌被電競世界盃基金會收購。

#### 2024（首屆）
它被認為是世界上無論是從經濟還是從遊戲數量上來說都是最大的職業電子競技賽事，總獎金高達 6000 萬美元，包括個人錦標賽獎金池、獲得賽事資格的隊伍的獎勵、最有價值球員獎和俱樂部錦標賽，這些獎項將在 2024 年的比賽中頒發給電子競技隊伍和選手，而 EWC 本身將爭奪 25 個以上的冠軍。
此外，俱樂部獎項也被俱樂部錦標賽所取代，這是一項更廣泛的跨遊戲競賽，獎金高達 2000 萬美元，它匯總了所有參與組織（EWC 中稱為俱樂部）的個人比賽成績，以選出俱樂部冠軍。首屆EWC的俱樂部錦標賽冠軍是沙烏地阿拉伯獵鷹隊，而各電子競技俱樂部也透過俱樂部支持計畫和合作夥伴計畫獲得財務補助。

#### 2025
于2025年7月7日在沙特阿拉伯首都利雅得举行，比赛项目包括《DOTA2》、《英雄联盟》、《无畏契约》、《王者荣耀》、《在线国际象棋》等共25项赛事。